# Ljustjärnen (Ljusnarsbergs socken, Västmanland, 664137-144461)
Ljustjärnen är en sjö i Ljusnarsbergs kommun i Västmanland och ingår i Norrströms huvudavrinningsområde. Sjön är 13 meter djup, har en yta på 0,052 kvadratkilometer och befinner sig 173 meter över havet.